# Walter Burton Harris

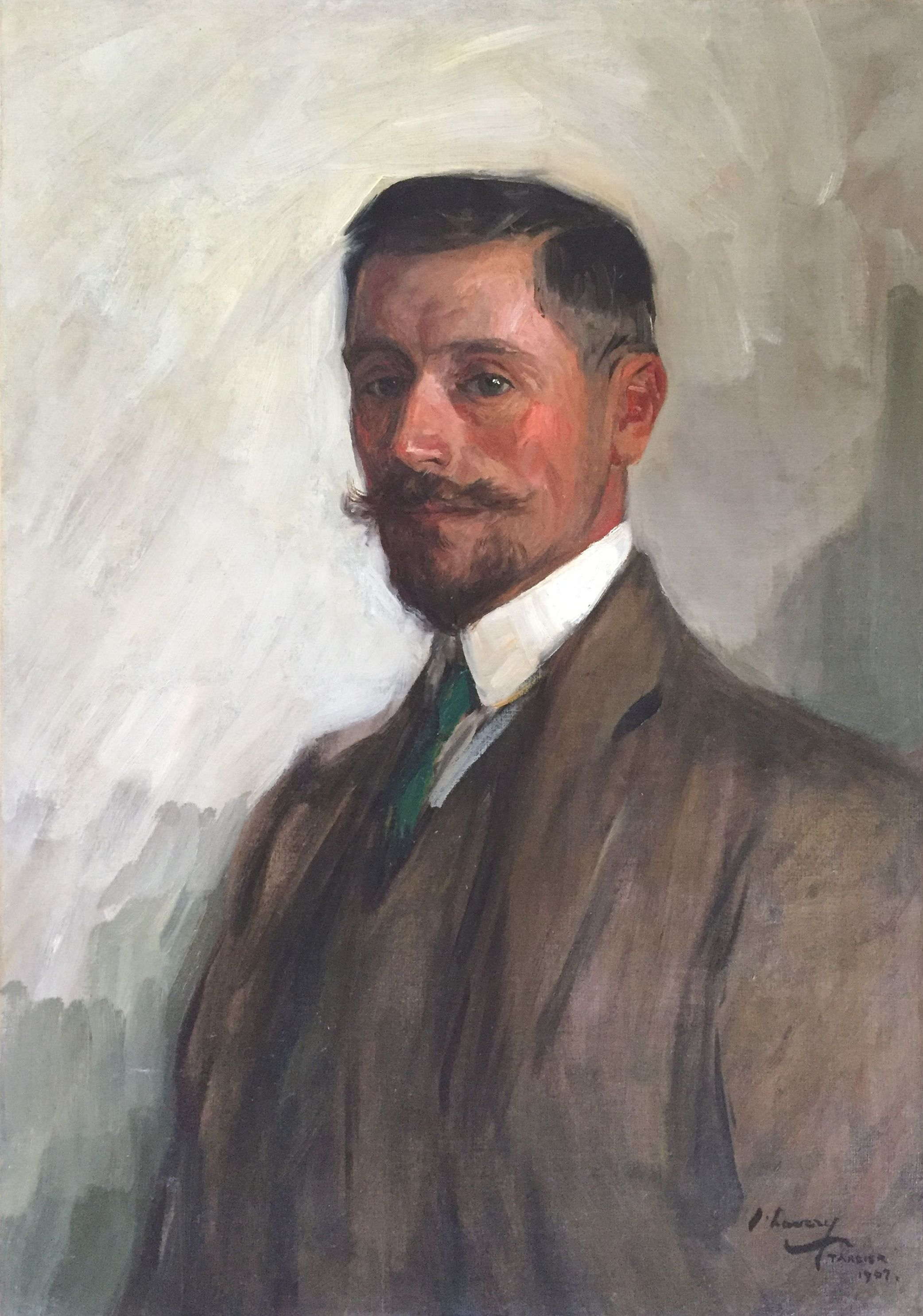
Walter Burton Harris, Gemälde von Sir John Lavery, 1907

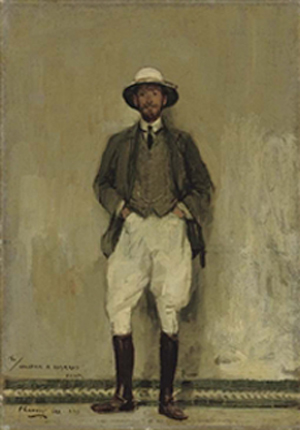
Walter B. Harris von John Lavery (um 1915)

Walter Burton Harris (* 29. August 1866 in London; † 4. April 1933 auf Malta) war Mitarbeiter des MI6 und Korrespondent der Times in Marokko.

## Leben
Harris wurde als zweites von sieben Kindern des wohlhabenden Geschäftsmannes und Reeders Frederick W. Harris geboren. Sein älterer Bruder war Frederick Leverton Harris (1864–1926), dieser wurde 1914 im Wahlkreis East Worcestershire für die Conservative Party in das britische Parlament gewählt. Sein jüngerer Bruder Austin Edward war 1932 stellvertretender Vorsitzender der Lloyds Bank. Walter Burton Harris besuchte die Harrow School und verbrachte kurze Zeit in Cambridge. Mit einem weiteren jüngeren Bruder Clement Harris (1871–1897) unternahm Walter B. Harris Reisen und mit 18 Jahren hatte er die Welt umrundet. Er wurde Mitarbeiter der Military Intelligence. Er besuchte Konstantinopel, Indien, Ägypten und Archangelsk. Er reiste mit William Kirby Green, einem späteren stellvertretenden Konsul in Rabat, Salé und Albanien. Harris war homosexuell orientiert und einmal mit Jessie Green, der Nichte von Green, verheiratet.

## Tanger
Ab dem Jahr 1886 lebte Harris in Tanger. Er erlebte die Installation des französischen und des spanischen Protektorates in Marokko (siehe Französisch-Marokko und Spanisch-Marokko). Er berichtete in The Times und Büchern über die Eindrücke eines Europäers in Marokko. 1892 besuchte er den Jemen. Ab 1912 war Tanger internationale Zone nach dem Vertrag zu Französisch-Marokko. Im Jahr 1903 wurde Harris von den Soldaten Ahmed ben Mohammed el-Raisulis in Zinat gefangen genommen und einige Wochen als Geisel festgesetzt. Infolge des Rifkrieges, welcher in Spanisch-Marokko mit einer Verseuchungsstrategie von Hugo Stoltzenberg und in Französisch-Marokko mit einer Aushungerungsstrategie durch die militärische Besetzung der fruchtbaren Landesteile geführt wurde, kamen bis 1925 etwa 5000 bis 7000 Flüchtlinge aus dem Rif nach Tanger.
Von Mai bis Juni 1925 gab es in Tanger eine Pockenepidemie, die die dort vorherrschende Flüchtlingsproblematik noch verschärfte. 1517 Impfungen wurden durchgeführt.
Im Jahr 1933 starb Harris auf Malta an einem Herzinfarkt. Seine sterblichen Überreste wurden nach Tanger überführt, sie ruhen auf dem Friedhof der dortigen anglikanischen St. Andrew’s Church.

## Rif-Republik
Als „Charles Gardiner“ reiste Harris in die Rif-Republik; dabei passierte er die für Europäer verbotenen Regionen von Ouezzane und Chefchaouen. Im September 1923 sprach er beim Auswärtigen Amt des Deutschen Reichs als Waffenhändler vor und wollte U-Boote für die Marine der Rif-Republik kaufen; das Auswärtige Amt lehnte jedoch jedwede Vermittlertätigkeit ab. Auf spanischen Werften betreute damals ein deutscher Marineoffizier, welcher sich Kika nennen ließ, die U-Boot-Fertigung nach Plänen aus dem Deutschen Reich. Zwischen 1923 und 1927 führte er einige Interviews mit Abd el-Krim und seinem Außenminister Mohand Azerkane, die er in der The Times unter dem Namen Harris veröffentlichte.

## Bücher

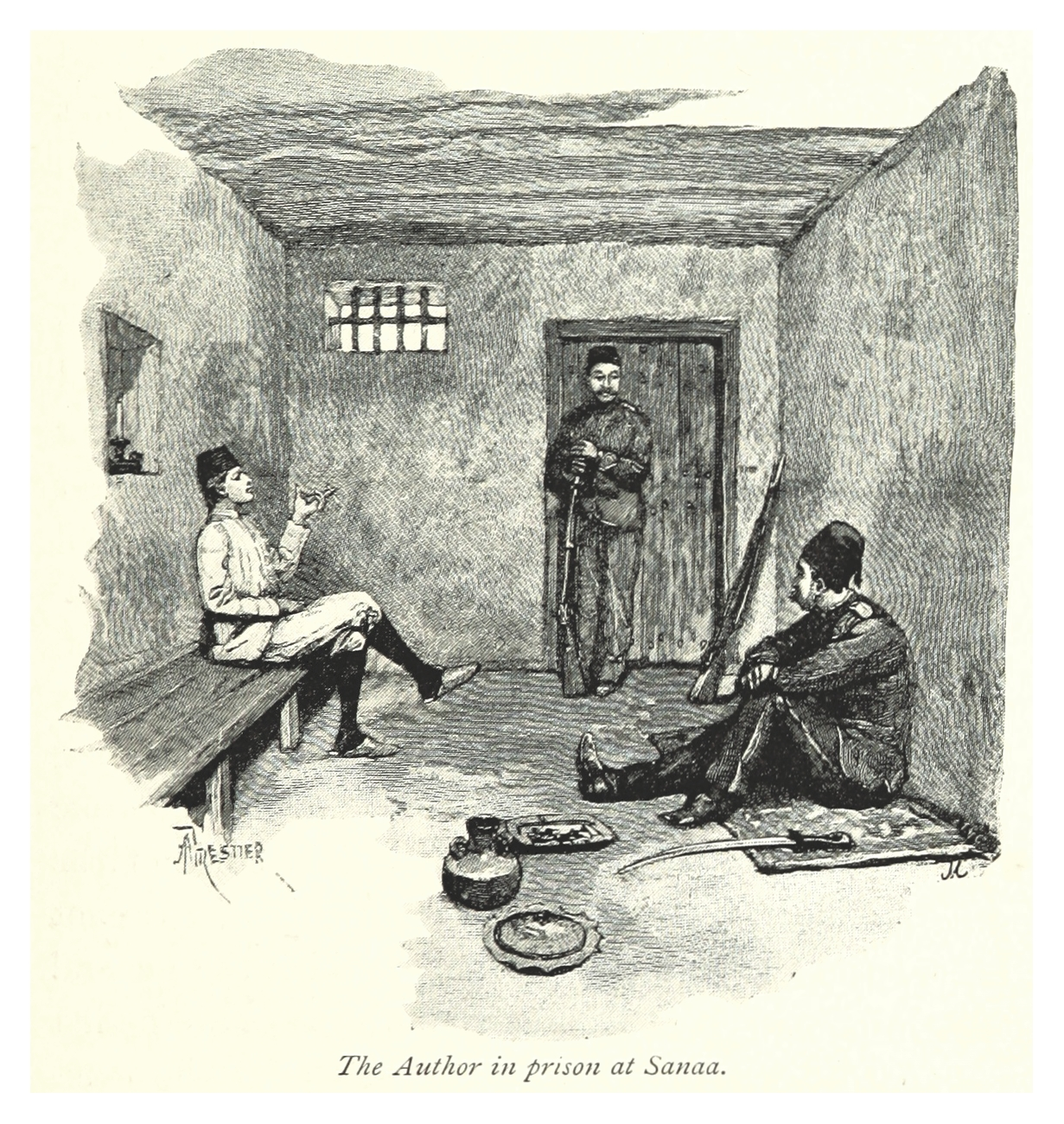
Harris geriet 1892 im Jemen unter Spionageverdacht, die Verhörzelle in Sanaa

- The Land of the African Sultan: Travels in Morocco (Sampson Low, Marston, Searle & Rivington, 1889)
- A Journey through the Yemen (William Blackwood, 1893)
- Tafilat: The Narrative of a Journey of Exploration to the Atlas Mountains and the Oases of the North-west Sahara (William Blackwood, 1895)
- From Batum to Baghdad by way of Tiflis, Tabriz and Persian Kurdistan (William Blackwood & Son, 1896)
- Morocco That Was (William Blackwood & Sons, 1921)
- France, Spain and the Rif (Arnold, 1927)
- East for Pleasure: The Narrative of Eight Months’ Travel in Burma, Sian, the Netherlands East Indies and French Indo-China (Arnold, 1929)
- East Again: The Narrative of a Journey in the Near, Middle and Far East (Butterworth, 1933)

## Veröffentlichungen in The Times
- Spain’s Moroccan War. Moorish Leader’s Challenge. Charges of Cruelty in: The Times, 30. Mai 1922
- Conditions in the Rif. English Travellers’ Report, in: Times, 3. Dezember 1924;
- A Rifi Appeal, in: Times, 26. Juni 1922.